# SAN AZS Łódź
SAN AZS Łódź – wielosekcyjny klub sportowy z siedzibą w Łodzi. Klub posiada kilka sekcji, z których najbardziej znane są sekcje piłkarskie.

## Piłka nożna plażowa

### Nazwy historyczne klubu
| Lata      |                   |                   |  |                        |
| --------- | ----------------- | ----------------- |  | ---------------------- |
| 2014-2015 | KU SAN AZS Łódź   |                   |  |                        |
| 2016-2017 | BSCC SAN AZS Łódź | BSCC SAN AZS Łódź |  | fuzja                  |
| 2018      | SAN AZS Łódź      | BSCC Łódź         |  | zakończenie współpracy |

### Udział w rozgrywkach
| Sezon | Rozgrywki ligowe | Rozgrywki ligowe          | Rozgrywki ligowe | Puchar Polski     | Uwagi                                          |
| Sezon | Liga             | Liga                      | Miejsce          | Puchar Polski     | Uwagi                                          |
| ----- | ---------------- | ------------------------- | ---------------- | ----------------- | ---------------------------------------------- |
| 2014  | II               | I liga (grupa południowa) | 1                | nie przystępowała |                                                |
| 2014  | turniej barażowy | turniej barażowy          | półfinał         | nie przystępowała |                                                |
| 2015  | II               | I liga (grupa południowa) | 2                | faza grupowa      |                                                |
| 2015  | turniej barażowy | turniej barażowy          | 4                | faza grupowa      |                                                |
| 2016  | II               | I liga (grupa południowa) | 1                | faza grupowa      | Awans do Ekstraklasy poprzez turniej barażowy. |
| 2016  | turniej barażowy | turniej barażowy          | 2                | faza grupowa      | Awans do Ekstraklasy poprzez turniej barażowy. |
| 2017  | I                | Ekstraklasa               | 5                | faza grupowa      |                                                |
| 2017  | I                | Finał Mistrzostw Polski   | 6                | faza grupowa      |                                                |
| 2018  | I                | Ekstraklasa               |                  | 6. miejsce        |                                                |

### Osiągnięcia

#### I liga
- I miejsce - 2014, 2016
- II miejsce - 2015

#### Akademicki Puchar Polski
- I miejsce - 2012, 2013, 2014, 2017[2]